# كلارنس هير
كلارنس هير (بالإنجليزية: Clarence Hare)‏ هو مستكشف نيوزيلندي، ولد في 1 ديسمبر 1880، وتوفي في 1967.